# 喜多流
喜多流（きたりゅう）とは、日本の伝統芸能である能楽のうち、能のシテ方の流派である。

## 概要
江戸時代初期に興った流派で、祖は、喜多七太夫。
七太夫は、堺の医者の子で７歳の時、豊臣秀吉の前で舞った「羽衣」で名を上げ「七つ太夫」と呼ばれた芸の天才であり、この名が後に、そのまま七太夫（しちだゆう）となり、喜多流の家元の呼称となった。その後、秀吉の近習となり、六平太（ロッペイタ）と呼ばれた。このロッペイタは、ポルトガル語に由来するとも謂われ、後にはこの六平太を、家元継承前の名として用いた。また秀吉の支援のもと、金春禅曲の娘を娶い、金剛太夫（金剛流の家元）弥一の養子となり金剛太夫を継承したが、弥一の実子・右京勝吉の成人後に太夫の地位を譲った。
大阪夏の陣には、豊臣方の一員として戦い、落城後は身を隠したが、徳川家康が「七太夫はどうしている、あの能がもう一度観たい。」と云ったのがきっかけとなり、黒田藩主達が奔走して七太夫を探し出し、江戸へ出仕させた。その間に、徳川将軍は二代目の秀忠に替わっており、秀忠は七太夫に徳川家に仕えるように勧めたが、七太夫は「武士は二君に仕えず」と云って固辞した。秀忠は、それでは今後は能役者として仕えるようにと勧め、北姓を喜多と改め、家紋もその時の引き出物の嶋台を模って喜多霞の家紋（喜多流の紋所）とした。
その時代には、四座の他にも、渋谷流や下間（しもつま）流と云った様々な能役者の流れがあり、七太夫は卓越した芸術的感覚でそれらを取り入れ、従来の四座の別に一流の創設を特別に認められ、七太夫流或いは喜多流と呼ばれるようになった。その後、徳川秀忠、徳川家光の後援を受けて、元和年間に喜多流の創設が正式に認められた。五流派の内では最も規模の小さい流派でありながら、幕末の石高は200石で金剛流よりも100石多く、独自の地位を築き上げた。
武士気質で素朴かつ豪放な芸風で、豊臣時代から初世と交流のある福岡藩黒田家など、多くの大名家（津軽藩、仙台藩、水戸藩、彦根藩（井伊家）、紀州藩、広島藩、松山藩、熊本藩（細川家）等）に採用された。徳川幕府瓦解後、一時は廃絶の危機に瀕したが、浅野家、井伊家、藤堂家、山内家等の旧藩主の協力や、喜多流に属する地方の能楽師たちの尽力に加えて、十四世喜多六平太という名人の登場により、流派は生きながらえた。その功績を記念して設立されたのが、東京目黒にある喜多能楽堂（十四世喜多六平太記念能楽堂）であり、現在も流派の拠点となっている。
大正・昭和期の名人として、喜多実、後藤得三ついで友枝喜久夫・友枝昭世親子、粟谷菊生、塩津哲生らが知られている。
十六世喜多六平太と実弟の喜多節世が相次いで逝去したことから、2021年（令和3年）現在、宗家は不在。職分が喜多流職分会として活動しており、そこから宗家預かり（2019年より友枝昭世）が選出され、職分会による合議制での運営が続いている。
最後の宗家は十六世喜多六平太（2016年2月没）。